# Estado Zou

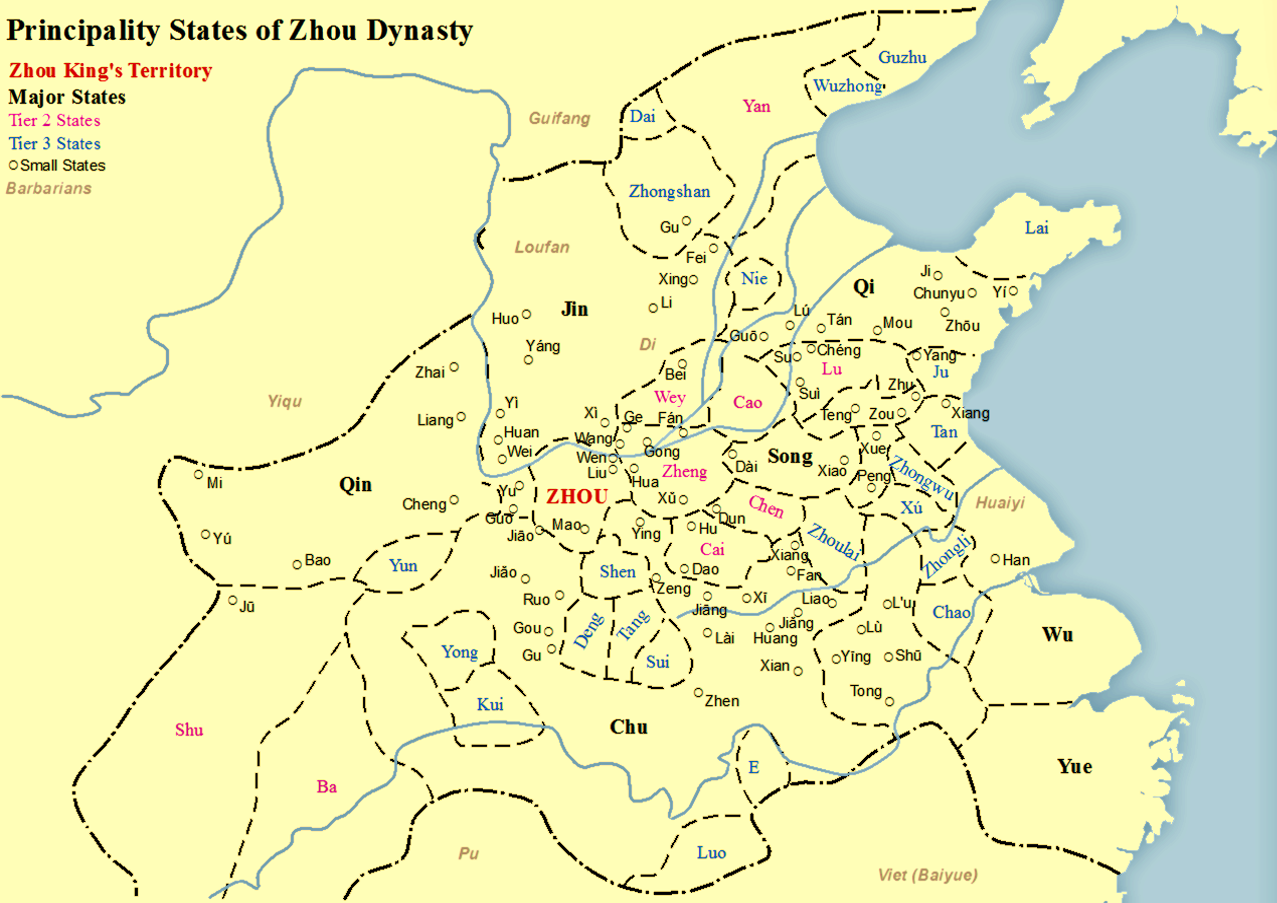
Mapa de los feudos de la dinastía Zhou.

Zou (chino simplificado: 邹; chino tradicional: 鄒), originalmente Zhu (邾) o Zhulou (邾婁), fue un estado vasallo de la dinastía Zhou. La familia gobernante se llamaba Cao (曹).
El Rey Wu de Zhou otorgó a Cao Xie (曹挾) un pequeño feudo fiel a Lu con el título de vizconde (子), después elevado a duque de Zhu (邾公). Finalmente cambió de nombre a Zou; estaba en el actual territorio de Shandong. Fue conquistado por Xuan, rey de Chu, quien gobernó entre 369 a. C. y 340 a. C.

## Fuente
- Esta obra contiene una traducción  derivada de «Zou (state)» de Wikipedia en inglés, publicada por sus editores bajo la Licencia de documentación libre de GNU y la Licencia Creative Commons Atribución-CompartirIgual 4.0 Internacional.

- Datos: Q227007